# Volker Emde

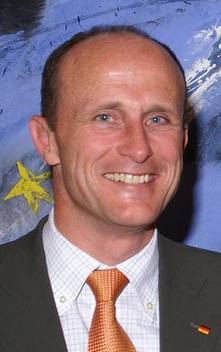
Volker Emde

Volker Emde (* 15. Februar 1964 in Pößneck) ist ein deutscher Politiker (CDU). Er war von 1990 bis 1994 sowie von 1997 bis 2024 Mitglied des Thüringer Landtags.

## Ausbildung, Beruf und Familie
Von 1984 bis 1989 studierte Emde an der Friedrich-Schiller-Universität Jena mit dem Abschluss als Diplomlehrer für Sport und Geschichte.
Nach dem Studium arbeitete er kurz vor und während der Wendezeit 1989 als Lehrer an der POS „Rudolf Schwarz“ in Triptis. Von 1995 bis 1997 arbeitete er wieder als Lehrer.
Emde ist verheiratet, hat drei Kinder und ist evangelischen Glaubens.

## Politik
Bei der ersten Landtagswahl 1990 wurde Emde Mitglied des Landtages, dem er zunächst bis 1994 angehörte.
Am 13. November 1997 trat er die Mandatsnachfolge des verstorbenen Abgeordneten Peter Schütz an und wurde somit bis 1999 Mitglied des Landtages in der zweiten Wahlperiode.
Bei den Landtagswahlen 1999, 2004, 2009, 2014 und 2019 gelang Volker Emde wieder der Einzug in den Landtag durch Gewinn des Direktmandats in seinem Wahlkreis Greiz I. Bei der Landtagswahl 2024 trat er nicht erneut an.
Seit 2004 ist er Vorsitzender des Arbeitskreises Bildung. Von 2009 bis 2018 war er Parlamentarischer Geschäftsführer der CDU-Fraktion im Thüringer Landtag. Zu seinem Nachfolger wurde Jörg Geibert gewählt. Im  November 2012 wurde er in den CDU-Landesvorstand gewählt.
Bei den Kommunalwahlen 2018 bewarb sich Emde um das Amt des Bürgermeisters der Stadt Zeulenroda-Triebes, unterlag jedoch in der Stichwahl am 29. April dem parteilosen Kandidaten Nils Hammerschmidt.